# It's Hard to Say Goodbye
It's Hard to Say Goodbye è una canzone registrata da due artisti canadesi Paul Anka e Céline Dion per l'album del primo A Body of Work. Il brano prodotto da David Foster e Humberto Gatica fu pubblicato negli Stati Uniti nel settembre 1998 come singolo promozionale.

## Antefatti, contenuti e pubblicazioni
It's Hard to Say Goodbye è una cover della canzone Foolish Lullaby della cantante statunitense Laura Branigan. La canzone fu registrata da Paul Anka nel 1993 in duetto con la cantante filippina Regine Velasquez e pubblicata nell'album di quest'ultima, Reason Enough.
Il crooner canadese decise di duettare sul brano con Céline Dion per il suo album A Body of Work. La nuova versione registrata contiene dei testi completamente riscritti da Anka. 
It's Hard to Say Goodbye fu adattata anche in lingua spagnola da Adrian Posse e Humberto Gatica e intitolata Mejor Decir Adios. La canzone fu registrata anche in versione bilingue, in cui la Dion canta in spagnolo e Anka in inglese. il brano è stato inclus nell'album pubblicato da Paul nel 1996, Amigos.
Nel 2013 il duetto fu incluso nell'album Duets di Paul Anka.

## Formati e tracce
CD Singolo Promo (Stati Uniti) (Columbia)
1. It's Hard to Say Goodbye – 4:16 (testo: Paul Anka – musica: Anka, Jack White, Mark Spiro)

## Versioni ufficiali
- It's Hard to Say Goodbye (Album Version) – 4:31
- It's Hard to Say Goodbye (Radio Edit) – 4:16
- Mejor Decir Adios (Spanish Version) – 4:40

## Crediti e personale
Personale
- Arrangiato da - David Foster
- Musica di - Paul Anka, Mark Spiro, Jack White
- Produttore - David Foster, Humberto Gatica
- Testi di - Paul Anka